# Phytodietus exareolatus
Phytodietus exareolatus är en stekelart som beskrevs av Vollenhoven 1878. Phytodietus exareolatus ingår i släktet Phytodietus och familjen brokparasitsteklar. Inga underarter finns listade i Catalogue of Life.